# Higashinakasuji-dōri
Pour les articles homonymes, voir Nakasuji.
Le Higashinakasuji-dōri (東中筋通, Higashinakasuji-dōri) est une voie du centre-sud de Kyoto, dans l'arrondissement de Shimogyō. Elle débute au Bukkōji-dōri (ja) et termine au Kizuyabashi-dōri (ja). Elle est aussi connue pour son surnom, le « passage de l'Ange » (天使突抜, Tenshi (no) tsukinuke). Il s'agit de la suite sud de l'Ogawa-dōri.

## Description

### Situation
Le Higashinakasuji-dōri est une rue du centre de l'arrondissement Shimogyō. Elle commence dans le quartier de Tokusayama-chō (木賊山町) et termine dans celui de Minami-chō (南町). La rue débute au Bukkōji-dōri (ja) (仏光寺通) et termine au Kizuyabashi-dōri (ja) (木津屋橋通),, mais la chaussée entre Shichijō-dōri (ja) (七条通) et Shimouonotana-dōri (下魚棚通) est trop étroite pour la circulation automobile. Certaines sources placent alors la fin de la rue à Shichijō-dōri. Elle suit le Nishinotōin-dōri (ja) (西洞院通) à l'est et précède l'Aburanokōji-dōri (ja) (油小路通) à l'ouest.
La circulation se fait en sens unique du nord au sud. La rue fait environ 1 500 mètres de long. Juste à l'ouest d'Aburanokōji-dōri se trouve une rue au nom similaire, le Nishinakasuji-dōri (西中筋通), le « Nakasuji-dōri de l'ouest ».

### Voies rencontrées
Du nord au sud, en sens unique. Les voies rencontrées de la droite sont mentionnées par (d), tandis que celles rencontrées de la gauche, par (g). Seules les rues ayant un nom sont listées.
1. Bukkōji-dōri (ja) (仏光寺通)
2. Takatsuji-dōri (ja) (高辻通)
3. Matsubara-dōri (ja) (松原通)
4. Manjuji-dōri (ja) (万寿寺通)
5. Gojō-dōri (ja) (五条通)
6. Yōbai-dōri (ja) (楊梅通)
7. Rokujō-dōri (ja) (六条通)
8. Hanayachō-dōri (ja) (花屋町通)
9. Kyūhanayachō-dōri (旧花屋町通)
10. Shōmen-dōri (ja) (正面通)
11. Kitakōji-dōri (ja) (北小路通)
12. Shichijō-dōri (ja) (七条通)
13. Shimouonotana-dōri (下魚棚通)
14. Kizuyabashi-dōri (ja) (木津屋橋通)

- Sources : (ja) Université Ritsumeikan Asia Pacific (en), « 近代京都オーバーレイマップ », sur Art Research Center,‎ 2023 (consulté le 6 février 2024).

### Transports en commun
Les bus du réseau d'autobus de Kyoto (ja) ne passent par sur la rue. Les arrêts les plus proches de la rue sont sur Nishinotōin-dōri et sont Nishinotōin Bukkōji (西洞院仏光寺, ligne 50), Nishinotōin-Matsubara (西洞院松原, ligne 50), Gojō-Nishinotōin (五条西洞院, lignes 43, 50, 73, 80), Nishinotōin-Rokujō (西洞院六条, ligne 50), Nishinotōin-Shōmen (西洞院正面, ligne 50), Nanajō-Nishinotōin (七条西洞院, lignes 50, 205) et Bureau d'arrondissement de Shimogyō (下京区総合庁舎前, lignes 6, 9, 16, 19, 28, 33, 42, 50, 75, 78, 86, 88, 205, 206, Spécial33).
Les stations du métro de Kyoto les plus proches sont sur Karasuma-dōri (ja), à cinq minutes de marche : Shijō et Gojō, sur la ligne Karasuma,.

## Odonymie

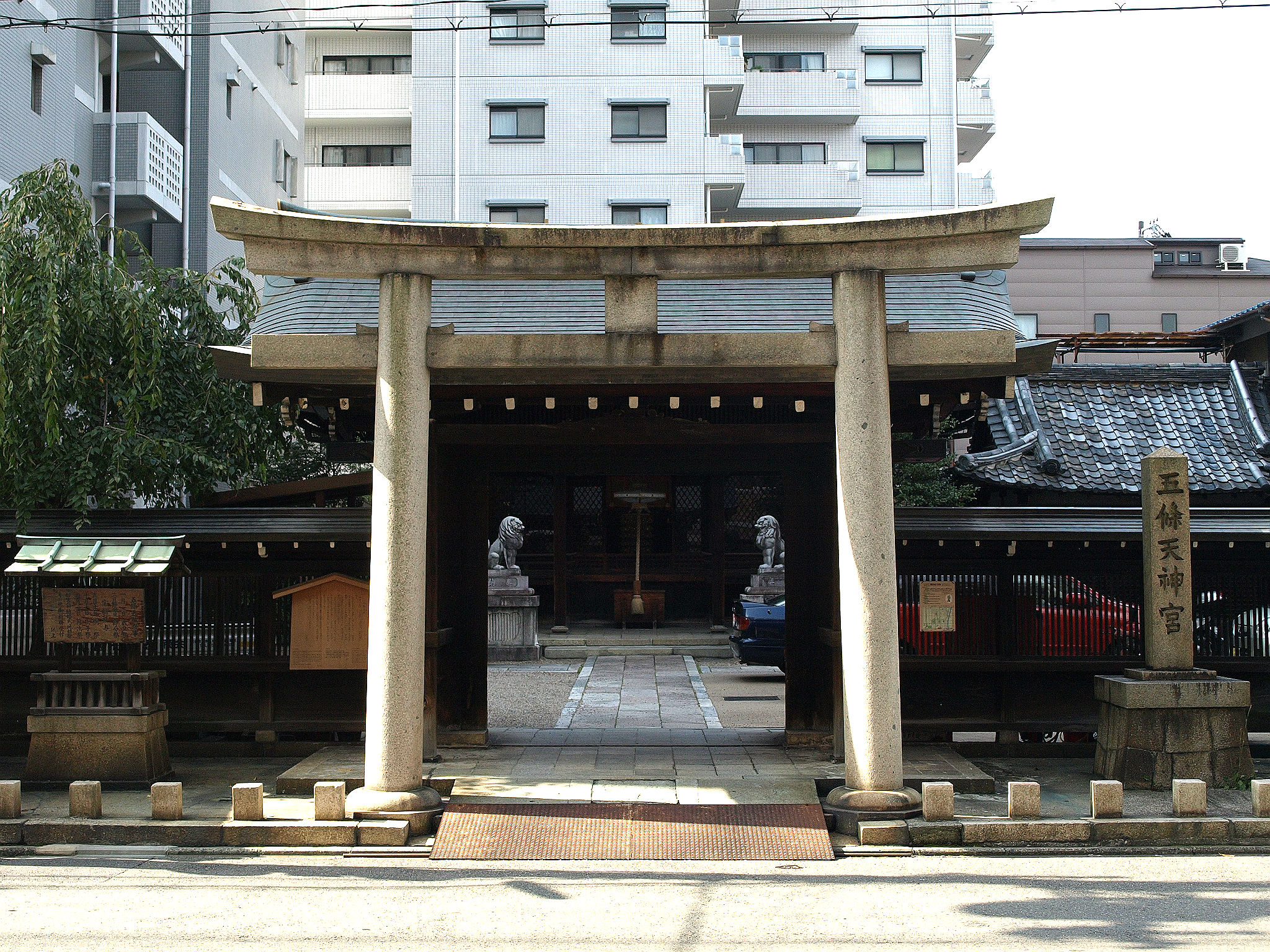
Le torii du Gojō Tenshin-gū.

La rue a la particularité d'être surnommée « passage de l'Ange » (天使突抜, Tenshi (no) tsukinuke). Aussi prononcé et écrit, « Tenshinotsukinuke-dōri » (天使突抜通), ce nom ne fait pas en fait référence à un « ange », mais plutôt au Tenjin (天神), le dieu shinto des lettres et de l'étude, vénéré au sanctuaire Gojō Tenshin-gū (ja) (五條天神宮) tout près, au sud de Matsubara, entre Higashinakasuji et Nishinotōin. Ce surnom vient du fait que cette nouvelle rue a été créée en traversant à travers la forêt du sanctuaire. Le sanctuaire était aussi surnommé « Tenshi no miya » (天使の宮) a le nom a été repris sur la rue,,.

## Histoire
Higashinakasuji-dōri n'existait pas à la création de la capitale impériale en 794, et apparaît en tant qu'une partie d'Ogawa-dōri en 1590 lors du réaménagement territorial de l'ère Tenshō (ja) (天正の地割, Tenshō no jiwari) par Toyotomi Hideyoshi, durant le dernier quart du XVIe siècle,,. Ogawa-dōri s'arrêtant à Nishikikōji-dōri, la partie au sud a donc été nommée Higashinakasuji-dōri à la place. La partie au nord, près de Bukkōji-dōri, aurait été développée plus tard que la partie au sud.

## Patrimoine et lieux d'intérêt
On trouve une petite allée après Takatsuji-dōri, avec un inari au bout, et tout près se trouve une stèle commémorant le lieu de décès de Dōgen Zenji (道元禅師), fondateur de l'école bouddhiste Sōtō.